# 野呂加南子
野呂 加南子（のろ かなこ、2000年7月8日 - ）は、日本の元女子バレーボール選手。

## 来歴
青森県つがる市出身。小学2年生のときにバレーボールを始めた。
下北沢成徳高等学校時代は石川真佑や大﨑琴未と共にチームの主力として、3年生の時は2019年1月の春高バレーこそ準決勝で敗れたものの、平成30年度全国高等学校総合体育大会（サオリーナ）および第73回国民体育大会（三国体育館）との二冠を達成した。
2019年1月には石川、大﨑、そして水杉玲奈と共に東レアローズへの入団（内定）が決まる。2019/20シーズンの開幕戦となるPFUブルーキャッツ戦（2019年10月19日）にてVリーグデビューを果たすなど、同シーズンは24試合に出場する。なお11月には、五所川原市民体育館でのリーグ戦（日立リヴァーレ戦、ヴィクトリーナ姫路戦）に出場、故郷に錦を飾っている。
黒後愛などの壁に阻まれ出場機会は限られているが、両選手が日本代表合流で不在となったVCupでは全試合にスタメン出場、勝利したKUROBEアクアフェアリーズ戦では試合後の会見に選ばれる活躍を見せるなど存在感を発揮した。
2021/22シーズンは黒後愛が休養のため離脱した関係で、オポジットとして出場するなど、チームに欠かせない戦力としてプレーの幅を広げている。
2023年、2022-23シーズン終了をもって東レアローズを退団し、現役引退。
2024年からは故郷のつがる市役所で勤務している。

## 人物・エピソード
- 一人っ子[1]。
- 2021年5月に滋賀県内で行われた東京五輪の大津市での最終聖火ランナーに、東レアローズの選手の一員として参加した[15]。

## 所属チーム
- つがる市立穂波小学校（つがるJVC）[1]
- つがる市立稲垣中学校[1]
- 下北沢成徳高等学校
- 東レアローズ #18→#13→#11（2019-2023年）

## 個人成績
V.LEAGUEの個人成績は下記の通り（ファイナルステージ、VCup含む）。
| 大会            | チーム          | 出場     | 出場        | アタック | アタック | アタック | アタック | バックアタック | バックアタック | バックアタック | バックアタック | アタック 決定本数 | ブロック | ブロック       | サーブ | サーブ         | サーブ   | サーブ | サーブ | サーブ   | サーブレシーブ | サーブレシーブ | サーブレシーブ | サーブレシーブ | 総得点      | 総得点      | 総得点   | 総得点      |
| --------------- | --------------- | -------- | ----------- | -------- | -------- | -------- | -------- | -------------- | -------------- | -------------- | -------------- | ----------------- | -------- | -------------- | ------ | -------------- | -------- | ------ | ------ | -------- | -------------- | -------------- | -------------- | -------------- | ----------- | ----------- | -------- | ----------- |
| 大会            | チーム          | 試 合 数 | セ ッ ト 数 | 打 数    | 得 点    | 失 点    | 決 定 率 | 打 数          | 得 点          | 失 点          | 決 定 率       | セ ッ ト 平 均    | 得 点    | セ ッ ト 平 均 | 打 数  | ノ 丨 タ ッ チ | エ 丨 ス | 失 点  | 効 果  | 効 果 率 | 受 数          | 成 功 ・ 優    | 成 功 ・ 良    | 成 功 率       | ア タ ッ ク | ブ ロ ッ ク | サ 丨 ブ | 得 点 合 計 |
| V1 2019-20      | 東レ            | 24       | 57          | 33       | 11       | 2        | 33.3     | 1              | 0              | 0              | 0.0            | 0.19              | 0        | -              | 92     | 1              | 1        | 7      | 21     | 6.0      | 63             | 15             | 21             | 40.5           | 11          | 0           | 2        | 13          |
| V1 2020-21      | 東レ            | 27       | 55          | 239      | 72       | 10       | 30.1     | 13             | 2              | 0              | 15.4           | 1.31              | 5        | 0.09           | 92     | 3              | 2        | 6      | 30     | 12.0     | 150            | 57             | 36             | 50.0           | 72          | 5           | 5        | 82          |
| V1 2021-22      | 東レ            | 34       | 67          | 165      | 42       | 8        | 25.5     | 1              | 1              | 0              | 100.0          | 0.63              | 6        | 0.09           | 130    | 0              | 6        | 6      | 35     | 10.2     | 193            | 80             | 48             | 53.9           | 42          | 6           | 6        | 54          |
| V1 2022-23      | 東レ            | 37       | 96          | 460      | 178      | 21       | 38.7     | 3              | 1              | 0              | 33.3           | 1.85              | 16       | 0.17           | 249    | 1              | 4        | 6      | 54     | 6.8      | 490            | 203            | 127            | 54.4           | 178         | 16          | 5        | 199         |
| 通算：4シーズン | 通算：4シーズン | 122      | 275         | 897      | 303      | 41       | 33.8     | 18             | 4              | 0              | 22.2           | 1.1               | 27       | 0.10           | 563    | 5              | 13       | 25     | 140    | 8.3      | 896            | 355            | 232            | 52.6           | 303         | 27          | 18       | 348         |